# Crawling
«Crawling» (с англ. — «Крадущийся») — песня американской метал-группы Linkin Park, пятая песня из дебютного альбома Hybrid Theory. В январе 2011 года «Crawling» вышла в составе Linkin Park DLC для Rock Band 3. Выпущена в 2001 в качестве их второго сингла. На 44-й церемонии «Грэмми» песня была удостоена награды за «Лучшее исполнение в стиле хард-рок».

## Информация о песне
Песня рассказывает о сражении вокалиста Честера Беннингтона с деперсонализационным расстройством.
«Crawling» — одна из песен альбома, практически не содержащая рэпа: Майк Шинода лишь повторяет одну строчку перед припевом. Вступление «Crawling» в живых версиях изменялось с годами. В 2008 году на фестивале Projekt Revolution Майк Шинода исполнил первый куплет «Hands Held High» во время вступления «Crawling» из альбома Reanimation. В 2009 Шинода исполнял 2 куплета «Hands Held High» во время вступления «Crawling», причём первый куплет начинался а капелла или басом перед вступлением из Reanimation, в котором Шинода исполняет второй куплет.

## Музыкальное видео
Видео срежиссировано Brothers Strause. Оно изображает внутренний конфликт девушки, связанный с жестоким отношением. Героиня (сыгранная Кэйтлин Росаасин) ограждается от остального мира, что показано спецэффектами кристаллов, формирующихся вокруг неё. В конце кристаллы исчезают, символизируя её успех в сражении с отношениями.
Планировалось, что видео будет иметь «тёмное» окончание, отсылающее к фильму «Особь», где сумасшедший фанат убивает участников группы, но Warner Brothers отклонили эту идею, и окончание стало таким, какое оно есть.
«Crawling» было первым видео Дэвида «Феникса» Фаррелла с группой. Он вернулся в Linkin Park перед началом работы над этим видео.
Видео было номинировано на Best Rock video для MTV Video Music Awards. Оно уступило «Rollin'» Limp Bizkit.

### Бонусное содержимое
Бонусная CD — та же видеозапись, что и скрытое пасхальное яйцо на Frat Party at the Pankake Festival. Однако материал не подвергся цензуре, в отличие от «Frat Party».
«Strictly Limited Numbered Edition» DVD-сингл также включает концертную версию «Crawling», исполненную на Dragon Festival, хотя звук дублирован студийной версией песни. У видео есть возможность, позволяющая зрителям увидеть выступление с разных ракурсов благодаря пульту управления DVD. На DVD также есть четыре 30-секундных фрагментов живых исполнений «One Step Closer», «By Myself», «With You» и «A Place for My Head».

## Кавер-версии
Фронтмен альтернативной рок-группы Coldplay, Крис Мартин проиграл фортепианную версию "Crawling" вживую в начале августа 2017. Представление было посвещенно памяти Честера Беннингтона, который покончил жизнь самоубийством 20 июля, 2017 года.
Участники Linkin park сыграли композицию вместе с вокалистом Bring Me the Horizon, Оливером Сайксом в память о Честере Беннингтоне в Hollywood Bowl 27 Октября 2017 года.
Фронтмен группы Staind, Аарон Льюис представил трибьют-версию "Crawling" 10 августа 2017 года в Look Park во Флоренции.
Джаред Лето из 30 Seconds to Mars включил «Crawling» в мэшап трибьют Беннингтона
Американская рок-группа New Years Day представили свою кавер-версию в альбоме Diary of a Creep.
Кавер группы Dream State была добавлена в альбом Songs That Saved My Life в 2018 году.
Американская хеви-метал-группа Bad Wolves сыграли кавер-версию на концерте Patreon в мае 2020 года.

## Список композиций
Слова и музыка всех песен — Linkin Park.
| №  | Название                                  | Длительность |
| -- | ----------------------------------------- | ------------ |
| 1. | «Crawling» (Альбомная версия)             | 3:29         |
| 2. | «Papercut» (Live on BBC Radio One)        | 3:21         |
| 3. | «Behind the Scenes Bonus Footage» (Видео) | 9:56         |

| №  | Название                                                                                           | Длительность |
| -- | -------------------------------------------------------------------------------------------------- | ------------ |
| 1. | «Crawling» (Концертное видео)                                                                      |              |
| 2. | «Crawling» (Альбомная версия)                                                                      |              |
| 3. | «4 x 30-second Live Video Snippets - By Myself, With You, One Step Closer and A Place For My Head» |              |

## Участники записи
- Честер Беннингтон — вокал
- Брэд Делсон — гитара, бас-гитара
- Майк Шинода — вокал, ритм-гитара, семплирование
- Джо Хан — тёрнтейблизм, семплирование
- Роб Бурдон — ударные

## Чарты
| Чарт (2001)                         | Позиция |
| ----------------------------------- | ------- |
| Австралия (ARIA)                    | 33      |
| Австрия (Ö3 Austria Top 40)         | 8       |
| Бельгия/Фландрия (Ultratop 50)      | 25      |
| Бразилия (ABPD)                     | 54      |
| Европа (European Hot 100)           | 7       |
| Ирландия (IRMA)                     | 16      |
| Нидерланды (Single Top 100)         | 25      |
| Новая Зеландия (Recorded Music NZ)  | 37      |
| Швеция (Sverigetopplistan)          | 27      |
| Швейцария (Schweizer Hitparade)     | 43      |
| Великобритания (OCC UK Singles)     | 16      |
| США (Billboard Hot 100)             | 79      |
| США (Billboard Alternative Airplay) | 5       |
| США (Billboard Mainstream Rock)     | 3       |

## Сертификации
| Регион | Сертификация | Продажи |
| --- | ------------ | ------- |
| Австрия (IFPI Austria) · Video | Золотой      | 5000*   |
| Италия (FIMI) | Золотой      | 25 000  |
| Великобритания (BPI) | Платиновый   | 600 000 |
| США (RIAA) | Золотой      | 500 000 |
| * Данные о продажах приведены только на основе сертификации. · Данные о продажах + прослушиваниях приведены только на основе сертификации. |              |         |